# Parafia św. Antoniego z Padwy, bł. Stefana Wyszyńskiego w Kobylance
Parafia pod wezwaniem Świętego Antoniego z Padwy, bł. Stefana Wyszyńskiego w Kobylance – parafia rzymskokatolicka należąca do dekanatu Kołbacz, archidiecezji szczecińsko-kamieńskiej, metropolii szczecińsko-kamieńskiej. Siedziba parafii mieści się w Kobylance przy ulicy ks. Piotra Głogowskiego. Prowadzą ją księża salezjanie.
Została erygowana 1 czerwca 1951 roku dekretem abp. Stefana Wyszyńskiego, prymasa Polski. Pierwszym proboszczem został organizator parafii ks. Piotr Głogowski SDB.

## Kościół parafialny
18 września 2021 roku kościół pw. św. Antoniego z Padwy został podniesiony do rangi Sanktuarium bł. kardynała Stefana Wyszyńskiego.

## Kościoły filialne i kaplice
- Kościół św. Anny w Bielkowie[1]
- Kościół Matki Boskiej Królowej Polski w Kunowie[1]
- Kościół św. Dominika Savio w Morzyczynie[1]
- Kościół Matki Bożej Różańcowej w Skalinie[1]
- Kościół Matki Bożej Nieustającej Pomocy w Lipniku[1]
- Kaplica pw. św. Łukasza w szpitalu w Szczecinie-Zdunowie[1]